# Vol Aero Trasporti Italiani 460
Le 15 octobre 1987, un ATR 42 assurant le vol Aero Trasporti Italiani 460, un vol régulier international reliant Milan, en Italie, à Cologne, en Allemagne, s'est écrasé sur le flanc d'une montagne près de Conca di Crezzo, quinze minutes après le décollage de Milan, dans des conditions de givrage. Les 34 passagers et les 3 membres d'équipage présents à bord périssent dans l'accident.

## Contexte

### Avion
L'appareil impliqué était un ATR 42-312, immatriculé I-ATRH. Il a été livré neuf à Aero Trasporti Italiani (ATI), alors filiale d'Alitalia, le 14 mai 1987. Il était propulsé par deux turbopropulseurs, de type Pratt et Whitney PW120. L'avion a été fabriqué à Toulouse, en France, et son premier vol d'essai a été effectué le 24 avril 1987.

### Passagers et équipage
Le vol 460 avait un équipage constitué de 3 personnes : Lamberto Laine (43 ans) était le commandant de bord, Pierluigi Lampronti (29 ans) était le copilote et Carla Corneliani (35 ans) était l'unique hôtesse en cabine.
À l'origine, 46 sièges de l'avion avaient été vendus, mais seulement 30 passagers ayant réservé sont arrivés à temps. Avec le retard, 4 passagers supplémentaires ont pu monter à bord de l'avion. Parmi les passagers se trouvait le pilote de course allemand et double champion des 24 Heures du Nürburgring, Axel Felder (en).

## Accident
Le vol 460 a décollé de l'aéroport de Milan-Linate à 19h13, soit 53 minutes après l'heure prévu, en raison du trafic aérien important et des mauvaises conditions météorologiques, des conditions de givrage importante existaient à ce moment-là dans la région. 
Quinze minutes après le décollage, l'avion se trouvait à une altitude de 14 700 pieds (4 500 m), à une vitesse constante fixée à 133 nœuds (246 km/h), lorsqu'il a entamé un mouvement de roulis de droite à gauche : 41° à droite, puis 100° à gauche, puis 105° à droite avant un autre mouvement de roulis à gauche de 135°. Au cours de ses mouvements de roulis, les pilotes ont effectué plusieurs mouvements de compensation du tangage, notamment en réglant la gouverne de profondeur vers le bas, empêchant alors toute récupération. 
Quelques instants avant que le vol 460 ne disparaisse des écrans radar, les pilotes ont contacté le contrôle aérien pour déclarer un mayday. Finalement, l'ATR 42 s'est écrasé sur le flanc du mont Crezzo, une montagne de 700 m d'altitude située près du lac de Côme, à la suite d'une descente incontrôlée en piqué. L'appareil a été pulvérisé à l'impact, tuant sur le coup les 37 occupants de l'appareil.

## Enquête
Des témoins oculaires au sol ont indiqué que l'avion s'était écrasé sur une montagne dans la région du mont Crezzo, dans les Alpes, près du lac de Côme et des villes de Magreglio et de Barni. Les conditions météorologiques locales à ce moment-là étaient mauvaises et il pleuvait beaucoup dans la zone du crash. Les premières recherches de l'avion ont été menées par des secouristes qui ont braqué un projecteur sur le flanc de la montagne depuis les abords du lac, à Onno.
Le lendemain de l'accident, les enquêteurs ont localisé l'épave de l'avion et les corps des 37 passagers et membres d'équipage. Ils ont confirmé qu'il n'y avait aucun survivant. Au même moment, l'un des deux enregistreurs de vol a été récupéré. Le lendemain, le deuxième enregistreur a été récupéré sur le lieu de l'accident.
L'enquête, menée par l'unité d'enquête de l'Arme des Carabiniers du centre de commandement provincial de Côme et par l'armée de l'air, révèle que les mauvaises conditions météorologiques, présentes dans la région, ont provoqué la formation de glace sur les ailes de l'ATR 42, ce qui a provoqué un décrochage de l'appareil en plein vol. Les pilotes n'ont pas compris que l'accumulation de glace et la faible vitesse air ont conduit l'appareil au décrochage, et les quelques manœuvres effectuées pour tenter de reprendre de la vitesse ont rendu impossible le contrôle de l'appareil.
Une enquête judiciaire a conduit à un procès qui a vu le concepteur de l'ATR 42, Jean Rech, et trois cadres supérieurs d'ATI condamnés pour homicide involontaire. Cependant, en 1995, ces peines ont été annulées et les quatre hommes ont été acquittés.